# Sikorsky S-62
Der Sikorsky S-62 ist ein einmotoriger Amphibienhubschrauber des US-amerikanischen Hubschrauberherstellers Sikorsky. Der Hubschrauber wurde unter anderem bei der United States Coast Guard für Search-and-Rescue-Aufgaben eingesetzt und trug dort die Bezeichnung HH-52A Seaguard.

## Entwicklung
Er basiert auf dem kolbenmotorgetriebenen Sikorsky S-55, von dem das Flugwerk und wesentliche Systeme wie Rotor und Hydraulik übernommen wurden. Allerdings wurden die Plätze von Cockpit und Antrieb vertauscht und die Kabine allgemein geräumiger ausgeführt. Möglich wurde dies durch den, bei Sikorsky erstmaligen, Einsatz einer bei gleicher Leistung kleiner bauenden Gasturbine, die einen 3-Blatt-Hauptrotor und den konventionellen 2-Blatt-Heckrotor antreibt. Der Erstflug fand am 14. Mai 1958 statt.
Der verstärkte, bootsförmige Rumpfboden bewirkte, dass man ihn von Land, Wasser, Eis, Schnee, Sand und Sumpf aus einsetzen konnte. Seitlich sind Stützschwimmer angebracht. Das Hauptfahrwerk sowie das Spornrad sind starr.
Der Hubschrauber ist seit dem Jahr 1993 nicht mehr im Dienst der US Coast Guard, sein Nachfolger ist der HH-65 Dolphin.

## Versionen

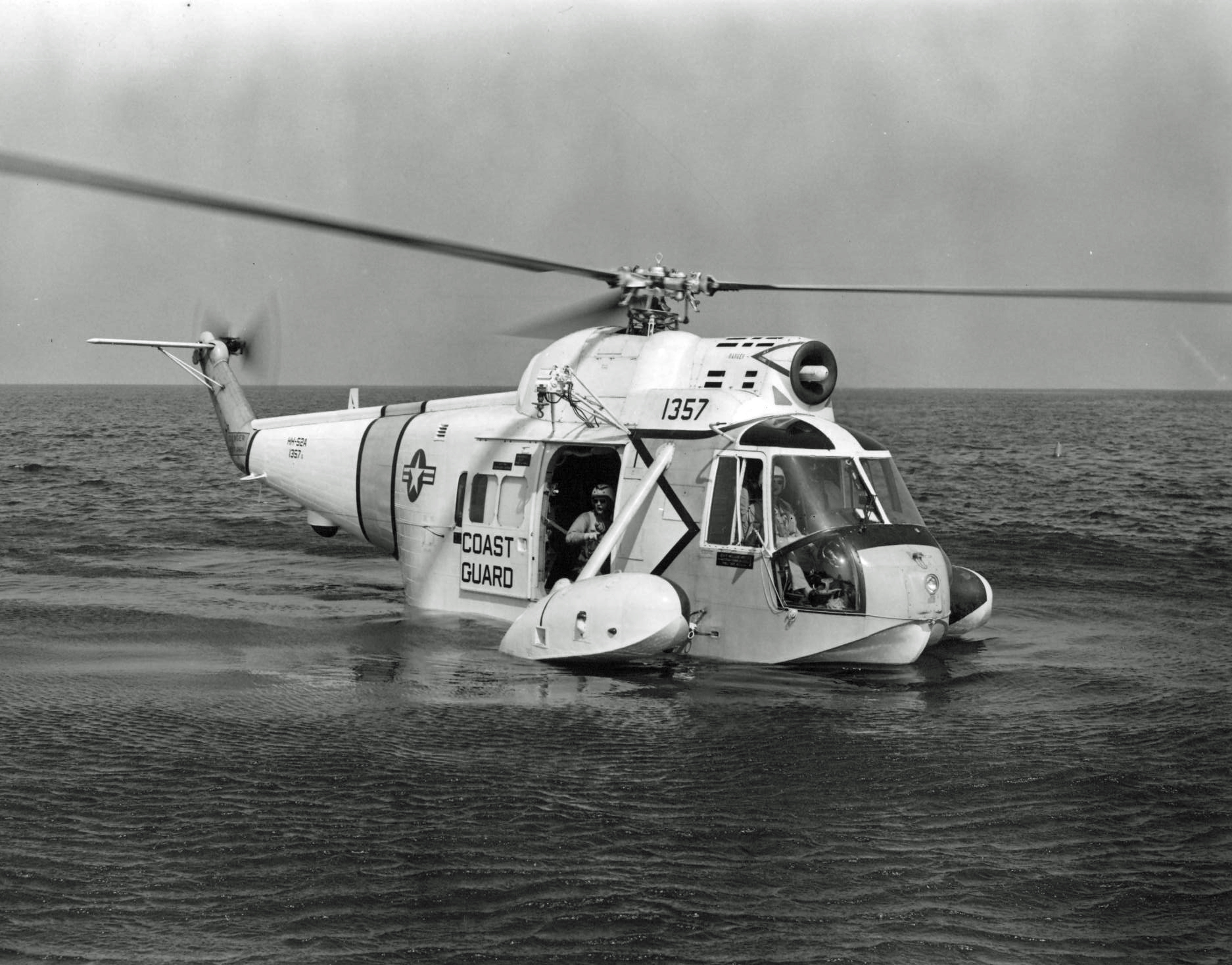
Ein HH-52A 1964 im Lake Pontchartrain

S-62Prototyp.
S-62Aerste Serienausführung mit hydraulischem System der S-55, 785 kW General Electric CT58-110-1 Triebwerk und einer Kapazität von 11 Passagieren, 44 wurden gebaut.
S-62BPrototyp einer S-62A mit dem Rotorsystem der S-58.
S-62C (HH-52A)Bezeichnung für 99 an die United States Coast Guard gelieferte S-62C mit einem 930 kW General Electric CT58-GE-8 Triebwerk (vor 1962 als HU2S-1G bezeichnet).
S-62J26 von Mitsubishi zwischen 1963 und 1976 in Lizenz gefertigte S-62A.

## Militärische Nutzer
Indien
 Island
- Isländische Küstenwache

 Japan
- Luftselbstverteidigungsstreitkräfte
- Meeresselbstverteidigungsstreitkräfte
- Küstenwache

 Philippinen
 Thailand
 Vereinigte Staaten
- United States Coast Guard

## Technische Daten (S-62C/HH-52A)
| Kenngröße             | Daten                 |
| --------------------- | --------------------- |
| Besatzung             | 2                     |
| Passagiere            | 10, alternativ Fracht |
| Rotordurchmesser      | 16,17 m               |
| Rumpflänge            | 13,60 m               |
| Höhe                  | 4,32 m                |
| Leermasse             | 2205 kg               |
| max. Startmasse       | 3587 kg               |
| Höchstgeschwindigkeit | 163 km/h              |
| Reisegeschwindigkeit  | 148 km/h              |
| Steigrate             | 350 m/min             |
| Reichweite            | 743 km                |